# Władysław (województwo małopolskie)
Władysław – wieś w Polsce położona w województwie małopolskim, w powiecie krakowskim, w gminie Iwanowice.
| SIMC    | Nazwa | Rodzaj    |
| ------- | ----- | --------- |
| 0320940 | Doły  | część wsi |

W latach 1975–1998 miejscowość administracyjnie należała do województwa krakowskiego.